# Simone Gbagbo
Pour les articles homonymes, voir Gbagbo (homonymie).
Simone Ehivet Gbagbo , née Simone Ehivet le 20 juin 1949 à Moossou (commune de Grand-Bassam), est une syndicaliste, femme politique et ancienne Première dame de Côte d'Ivoire. 
Membre fondatrice du Front populaire ivoirien (FPI), elle devient, à la faveur de l'instauration du multipartisme, en Côte d’Ivoire, députée de la commune d'Abobo en 1995 puis vice-présidente de l'Assemblée nationale de 1995 jusqu'à sa dissolution, à la suite du coup d'État de décembre 1999, du général Robert Guéï.
Après l'élection présidentielle d'octobre 2000, elle devient la Première dame de Côte d'Ivoire, de 2000 à 2011, en tant qu'épouse de Laurent Gbagbo, président de la République, sur lequel elle exerce une certaine influence. Pendant cette période, elle préside le groupe parlementaire de son parti politique, le FPI, à l'Assemblée nationale. 
En 2015, quatre ans après avoir été arrêtée, à la suite de la chute de son époux, elle est condamnée par la justice ivoirienne à 20 ans d'emprisonnement pour atteinte à l'autorité et à la sûreté de l'État,. Elle est libérée en 2018, à la faveur d'une loi d'amnistie signée par le président Alassane Ouattara,.
En 2023, la justice ivoirienne prononce le divorce de l’ancien couple présidentiel, après deux ans de procédure,.

## Biographie

### Origines, études et carrière dans le professorat
Simone Ehivet est la fille de Jean Ehivet, gendarme de profession et de Marie Djaha. Deuxième née d'une famille de dix-huit enfants, elle a quinze sœurs, devenant très tôt tutrice de ses cadets. Elle fait ses débuts de formation dans des écoles primaires à Moossou, Bouaké et Béoumi. Élève au lycée classique d'Abidjan en option lettres modernes, elle mène sa première grève  en 1966 (elle est interpellée par la police) et elle obtient le baccalauréat en 1970. Elle obtient une licence en lettres modernes à l'université Félix-Houphouët-Boigny et étudie à l'École normale supérieure de Côte d'Ivoire. Elle est major de sa promotion au concours d'entrée au CAPES, qui donne accès à la carrière de professeur de l'enseignement secondaire. Elle a été également étudiante en France (à l'université Paris-XIII, où elle a passé une maîtrise de lettres modernes option littérature orale en 1976 sur « l'image de la femme dans le conte »), au Sénégal (à l'université de Dakar, où elle a passé un DEA en 1981 et ensuite un doctorat sur « le langage tambouriné chez les Abourés » ) et, enfin, en Côte d'Ivoire (elle y a obtenu une licence en linguistique africaine à l'université d'Abidjan en 1984).

### Parcours politique

#### Syndicaliste et militante
Au lycée, elle est membre des Jeunesses estudiantines catholiques (JEC), un mouvement de jeunes catholiques ivoirien où elle occupe la tête de la branche féminine de 1966 à 1970, ce qui contribue, selon elle, à l'orienter politiquement à gauche. En 1972, elle intègre un groupe révolutionnaire clandestin, la cellule Lumumba, auprès de Bernard Zadi Zaourou. Elle milite au sein d'associations comme Synesci (syndicat de professeurs de lycées) ou Synares (syndicat de professeur d'université, qu'elle finit par diriger). Dans ces syndicats, elle défend l'ivoirisation des programmes d'enseignement. Elle participe aux mouvements de grève de l'enseignement en 1982.
Syndicaliste active dans les années 1970 et 1980, elle a été plusieurs fois emprisonnée pour sa lutte en faveur du multipartisme lors de ces années, et torturée. C'est à l'université qu'elle commence à côtoyer le milieu politique, notamment à partir de 1973, où elle fait la connaissance de son futur époux Laurent Gbagbo, bien qu'alors, leur relation soit seulement politique. Ce professeur d'histoire au lycée classique d'Abidjan (LCA), révoqué pour « convictions communistes » venait de sortir d'un internement en camp militaire. En 1982, elle co-fonde dans la clandestinité, avec Laurent Gbagbo, Aboudramane Sangaré, Émile Boga Doudou, Assoa Adou, Pascal Kokora et Pierre Kipré le futur Front populaire ivoirien (FPI); elle est membre du bureau national, chargée de la formation politique des militants et des questions agricoles. Ces années là sont précaires, avec la pression de la police de Félix Houphouët-Boigny, qui dirige le pays avec un système à parti unique. À la suite de violente manifestations estudiantines, Laurent Gbagbo part en exil, en France pendant deux ans, après avoir donné des filles jumelles à Simone Ehivet, qui les élève seule et continue à militer dans ce qu'il reste du parti. Il revient en septembre 1988 et, après le divorce de Laurent Gbagbo avec sa première femme française, le couple se marie discrètement dans la commune de Cocody le 19 janvier 1989. En novembre 1988 a lieu dans une discrète villa d'un sympathisant le congrès constitutif du FPI, auquel Simone Gbagbo participe.

#### Députée

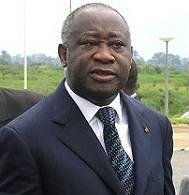
Laurent Gbagbo.

Sous la pression de la rue, et après le sommet de La Baule,, le multipartisme est de nouveau instauré en Côte d’Ivoire en avril 1990. Simone Gbagbo échoue à devenir députée aux élections législatives de novembre 1990, s'étant présentée dans la circonscription d'Abobo (sur la liste « Espoir pour Abobo »). Un mois plus tard, elle échoue aux élections municipales de la ville éponyme. Fin 1990, elle est brièvement arrêtée par les forces de l'ordre, le FPI (désormais légalisé) s'opposant avec pugnacité à l'appareil répressif alors dirigé par le Premier ministre Alassane Ouattara et le chef de l'armée Robert Gueï. Le 18 février 1992, elle participe avec Laurent Gbagbo et les ténors de leur parti à une manifestation contre la violence du « nettoyage » de la résidence universitaire d'Abidjan. L'évènement dégénère, Simone Gbagbo est emmenée au camp Gallieni, siège de l'état-major de l'armée Ivoirienne dans la commune du plateau, où elle est rouée de coup et maltraitée par des soldats et des gradés. Son mari, lui, est humilié devant ses propres militants. Elle reste dix-huit jours à l'hôpital de Yopougon puis le couple est transféré à la maison d'arrêt et de correction d'Abidjan, où ils sont incarcérés six mois, jugés pour tentative de subversion avant d'être graciés par le président. En cellule, une bonne sœur visiteuse de prison la ramène à la foi, elle qui n'était plus pratiquante depuis l'enfance, époque où son père l'emmenait chaque matin à la messe.
Le 7 décembre 1993, à 88 ans, le président Félix Houphouët-Boigny meurt après 33 ans de pouvoir, et Henri Konan Bédié, alors président de l'Assemblée nationale, accède au pouvoir, comme le prévoyait la Constitution ivoirienne. Le couple Gbagbo s'allie brièvement avec Alassane Ouattara. Elle est élue députée de la commune d'Abobo en 1995 après une campagne violente (son QG de campagne est arrosé de gaz lacrymogène par la police en sa présence). Elle est présidente du groupe du FPI à l'Assemblée nationale et vice-présidente de la Chambre.
Le 24 décembre 1999 a lieu le coup d'État du général Robert Guéï, lors duquel Simone Gbagbo se replie dans sa villa avec ses jumelles. Neuf mois plus tard, elle participe à la campagne présidentielle pour son mari, candidat du FPI. Dans les meetings, elle n'hésite pas à invoquer Dieu, à citer la Bible et à danser sur les podiums. Sa foi, qui l'a sincèrement transformée, la convainc que leur victoire électorale était divinement prédestinée.

#### Première dame d'influence
Première dame du pays à partir du 26 octobre 2000, alors que son époux devient président de la République, elle participe à la cérémonie d'investiture alors que la campagne présidentielle s'est terminée dans le sang. Elle choisit toutefois de ne pas se cantonner à un rôle de représentation. Elle se retrouve au cœur même des grandes décisions politiques de son pays. Consciente de son parcours et d'où elle vient, elle ne se complait pas dans le luxe comme plusieurs de ses compagnons de route du FPI mais utilise ses nouveaux moyens financiers et politiques pour installer un rapport de force avec les ennemis de son mari. Il convient cependant de contextualiser ces choix, le mandat présidentiel de Laurent Gbagbo s'étant déroulé dans un contexte post-guerre civile, avec des affrontements réguliers, Simone Gbagbo choisissant de faire preuve de fermeté en réaction. Il s'agit désormais d'un couple uniquement politique, Simone Gbagbo faisant chambre à part. Ses actions dans le pays ne se limitent donc pas aux associations caritatives. Elle se présente le 10 décembre 2002 pour redevenir députée d'Abobo. Son bagage de syndicaliste et de femme politique lui permet de prendre ouvertement position sur la politique de la Côte d'Ivoire. Jeune Afrique écrit ainsi : « en fait, et le cas est unique en Afrique, il n'y a pas en Côte d'Ivoire, de 2000 à 2011, un seul chef qui règne, mais deux », en ne s'opposant pas mais en se complétant, Simone Gbagbo apportant à son mari un réseau féminin. Elle est très proche des Jeunes patriotes, les mouvements de jeunesse soutenant son mari.
En 2001, elle accepte qu'il prenne pour seconde épouse Nadiana Bamba, de vingt ans plus jeune qu'elle et avec qui il se marie selon les rites malinkés. Celle-ci lui donne un fils, ce qui est vécu par Simone Gbagbo comme une humiliation, mais elle choisit de la tolérer, tout en évinçant les hauts fonctionnaires trop proches de la jeune femme ou en lui interdisant d'accéder à la résidence présidentielle.
En septembre 2002 a lieu une tentative de putsch, qui se règle en janvier 2003 par les accords de Linas-Marcoussis. Avec l'idéologue du régime Mamadou Koulibaly (depuis entré en dissidence), elle incarne la ligne dure de la présidence, exhortant les jeunes et les femmes à soutenir le couple, cherchant des soutiens auprès des évangélistes américains et israéliens, intervenant à l'Assemblée nationale et dans les médias et s'opposant à la France de Jacques Chirac. Elle veille cependant à ne jamais contredire son époux en public et participe rarement aux réunions officielles ou interviews pour laisser Laurent Gbagbo seul en scène. Elle est proche d'Anselme Seka Yapo, accusé d'être responsable des basses œuvres du régime (la mort de Robert Guéï et de sa famille en 2002, la tentative d'assassinat du couple Ouattara peu après, etc.), et de plusieurs personnalités (son directeur de cabinet Blaise Gbotta Tayoto, le patron du port d'Abidjan Marcel Gossio, Charles Blé Goudé, le ministre de l'Intérieur puis conseiller spécial de la présidence Désiré Tagro, le ministre du Plan et du Développement Paul Antoine Bohoun Bouabré, qui s'éloignera cependant d'elle à la fin du régime). Sous l'impulsion du pasteur Moïse Koré, elle défend les chrétiens du sud du pays contre les musulmans du nord, considérés comme des agresseurs, et leur chef, Alassane Ouattara. À contrario, Laurent Gbagbo se fait plus diplomate avec ce dernier, espérant trouver un terrain d'entente.
Sa position de Première dame lui vaut également de passer pour une conseillère de l'ombre de son mari, sinon de peser sur la vie politique du pays. Elle déclare ainsi à L'Express : « Tous les ministres ont du respect pour moi. Et on me situe souvent au-dessus d'eux ». Certains membres du gouvernement de son époux étaient des proches de Simone Gbagbo avant de se retrouver dans l'équipe gouvernementale, à l'instar du Premier ministre Gilbert Marie N'gbo Aké ou de la ministre de la Lutte contre le Sida, Christine Adjobi, sa cousine. En juillet 2001, le secrétaire général de l'Organisation des Nations Unies (ONU) Kofi Annan déclare après un sommet sur la Côte d'Ivoire: « Si les décisions arrêtées ici rencontrent des difficultés pour être appliquées, il nous faut envisager la prochaine fois d'inviter Mme Simone Gbagbo à nos travaux. Sa meilleure compréhension des solutions peut nous aider à les mettre vite en œuvre », illustrant en filigrane l'influence de la Première dame.
À la veille du scrutin présidentiel de 2010, la presse prête à Simone Gbagbo la volonté de prendre la tête du FPI lors du possible second mandat de son mari avant de lui succéder lors de l'élection présidentielle de 2015.

### Arrestation, détention et procès nationaux
Lors de l'élection présidentielle ivoirienne de 2010, une crise post-électorale éclate à la suite de la contestation des résultats de la Commission électorale indépendante (CEI) par Laurent Gbagbo. Alors que la Commission électorale indépendante avait annoncé l'élection d'Alassane Ouattara, le Conseil constitutionnel, dirigé par un proche de Laurent Gbabo conteste et proclame la victoire de ce dernier. Simone Gbagbo a par ailleurs persuadé son époux de ne pas respecter les résultats initiaux de l'élection, écartant les derniers soutiens du président qui lui enjoignaient de respecter le verdict, avec même des promesses d'immunité, de statut préservé et d'argent, quitte à faire partie de l'opposition démocratique et se présenter au prochain scrutin présidentiel.
Après l'encerclement d'Abidjan par les forces pro-Ouattara en mars, elle se retranche alors avec son époux à la résidence présidentielle de Cocody, protégés par un dernier carré de fidèles formé notamment par les troupes d'élite de l'armée ivoirienne. Après dix jours de combats entre partisans pro-Ouattara soutenus par l'ONUCI et la force Licorne, et partisans pro-Gbagbo, Simone Gbagbo et son époux sont arrêtés par les forces d'Alassane Ouattara, le 11 avril 2011. Ils sont tous les deux en état d'arrestation au Golf Hôtel Abidjan,. Par la suite, son mari est transféré et assigné à résidence à Korhogo, dans le nord du pays. Le 23 avril, elle quitte Abidjan et est placée à son tour en résidence surveillée à Odienné, une autre localité du nord ivoirien. Dans le cadre d'enquêtes visant 200 personnes liées à l'ancienne présidence, elle est auditionnée par le procureur de la République d'Abidjan le 8 mai, hors de la présence de ses avocats français Roland Dumas et Jacques Vergès.
Le 18 août 2011, comme son mari, elle est inculpée par la justice ivoirienne et mise en détention préventive pour «vol aggravé, détournement de deniers publics, concussion, pillage et atteinte à l'économie nationale». Le 26 décembre 2014, son procès s'ouvre formellement à Abidjan pour « atteinte à la sûreté de l'État ». Le 10 mars 2015 elle est condamnée à 20 ans de prison à l'unanimité du jury pour « attentat contre l'autorité de l'État, participation à un mouvement insurrectionnel et trouble à l'ordre public ». Son pourvoi en cassation est rejeté le 26 mai 2016.
Un second procès pour crimes contre l'humanité - les mêmes faits pour lesquels elle est poursuivie par la CPI - s'ouvre à Abidjan le 31 mai 2016. Plusieurs ONG qui se portaient partie civile ont exprimé leur refus d'y participer. Le FIDH, la LIDHO et la MIDH, qui estiment représenter 250 victimes, estiment notamment que leurs avocats n'ont pas eu accès à toutes les étapes de la procédure et dénoncent un procès "organisé à la va-vite".
Ses méthodes jugées expéditives par ses adversaires politiques et le fonctionnement présumé clanique de son entourage lui auraient valu de ses détracteurs l'autre surnom, moins envié, de « dame de Fer », voire de « dame de Sang » en raison de ses liens suspectés avec les « escadrons de la mort ». En 2016, elle a nié catégoriquement avoir eu des contacts avec les escadrons de la mort et avoir envoyé quelqu’un participer à la guerre, affirmant ne pas aimer les armes.
Contre toute attente, le tribunal la reconnaît le 28 mars 2017 non coupable et l'acquitte des poursuites pour crimes contre l'humanité. Elle reste toutefois emprisonnée, ayant été condamnée en 2015 pour « atteinte à la sûreté de l'État » à 20 ans de prison. Elle est détenue depuis le 1er décembre 2014 à l'école de gendarmerie d'Abidjan,. Le 27 juillet 2018, la Cour suprême d’Abidjan casse le jugement de mars 2017, sur la demande de la partie civile qui s'est pourvue en cassation.

### Procédure de la Cour pénale internationale
Dans une procédure distincte, le 22 novembre 2012, la Cour pénale internationale (CPI) lance un mandat d'arrêt international à l'encontre de Simone Gbagbo pour des crimes contre l'humanité commis pendant la crise ivoirienne de 2010-2011. Le mandat précise : « Bien que n'étant pas élue, elle se comportait en alter ego de son mari, en exerçant le pouvoir de prendre des décisions d'État ». Il s’agit de la première femme poursuivie dans l’histoire de la CPI. Le président Alassane Ouattara souhaite toutefois que Simone Gbagbo soit jugée en Côte d'Ivoire, de même que l'intéressée, qui a déclaré que « la CPI est une justice impérialiste ».
Le 19 juillet 2021, la Chambre de la Cour met fin au mandat d'arrêt à son encontre.

### Amnistie par Alassane Ouattara
Le 6 août 2018, le président Alassane Ouattara annonce l’amnistie de 800 prisonniers condamnés pour des crimes en lien avec la crise post-électorale de 2010-2011, dont Simone Gbagbo, dans un souci de « réconciliation nationale »,. Simone Gbagbo est libérée de l'École de la gendarmerie deux jours plus tard, le 8 août,.
Le 11 août 2020, elle demande au président Alassane Ouattara d’« amnistier » son époux et de lui délivrer un passeport pour « faciliter la réconciliation» dans son pays, à trois mois de l'élection présidentielle.
En août 2022, elle crée son parti, le Mouvement des générations capables (MGC), « fortement ancré dans la social-démocratie ». Il s'agit d'une rupture politique avec Laurent Gbagbo – avec lequel elle est en instance de divorce –, après trois décennies de combats politiques communs.
Le 30 novembre 2024, elle est désignée candidate du Mouvement des générations capables (MGC) à l'élection présidentielle de 2025.

## Controverses
Très crainte pendant la présidence de son mari, Simone Gbagbo a été accusée d'être impliquée dans le cadre de la disparition du journaliste franco-canadien Guy-André Kieffer en 2004, en raison d'un rendez-vous qui a eu lieu entre ce dernier avant sa disparition et le beau-frère de Gbagbo,.

## Vie personnelle
Elle est mère de cinq enfants, toutes des filles : trois de son premier mariage, Patricia, Marthe et Antoinette (dont deux qui sont des jumelles) avec Joseph Ehouman Dadji, et les deux autres avec Laurent Gbagbo, son mari depuis 1989, des jumelles également, Marie-Patrice et Marie-Laurence. Ensemble, ils ont au total sept enfants (Gbagbo ayant eu lui deux enfants de sa première union).
À partir de 2001, elle perd de son ascendant sur Laurent Gbagbo au profit de la seconde épouse du chef de l'État, Nadiana Bamba, qui exerce une influence pendant la campagne de l'élection présidentielle de 2010 en mettant au service de son époux l'agence de communication qu'elle dirige. Le conflit entre les deux épouses avait pourtant semblé tourner au bénéfice de Simone Gbagbo au cours de l'année 2008 quand la seconde épouse avait dû se faire plus discrète. En 2021, elle reçoit une demande de divorce de Laurent Gbagbo. Elle se sépare de Laurent Gbagbo après deux ans de procédure de divorce prononcé en juin 2023,,.
En 1998, elle devient chrétienne pentecôtiste après avoir survécu à un accident de voiture,. Elle rencontre Moïse Koré de l'Église Shekinah Glory Ministries, qui sera son pasteur. Influencée jusque dans sa carrière, elle déclare lors d'un discours: « Merci à Dieu de nous avoir donné ce président de la République. Merci mon Dieu tout simplement d'être Dieu ». Elle a raconté son témoignage de foi dans diverses églises évangéliques.

## Ouvrages
- Paroles d'honneur, éditions Pharaos, 2007.
- Ma sortie de prison : prémices d'une Côte d'Ivoire réconciliée, Éditions Tabala, 2021.